# سینماهای کارنیوال
سینماهای کارنیوال (انگلیسی: Carnival Cinemas) یک گروه سینمایی در کشور هند است.
این شرکت که در سال ۲۰۱۰ تأسیس شده دارای ۳۸۱ سالن سینما در ۱۴۲ مجموعه سینمایی در ۱۰۳ شهر می‌باشد.